# Red Faction
Red Faction (engl. für „rote Splittergruppe“) ist eine Computerspielserie, die von dem amerikanischen Studio Volition entwickelt und von THQ zwischen 2001 und 2011 veröffentlicht wurde. Als erster Titel wurde der Ego-Shooter Red Faction 2001 veröffentlicht, der Nachfolger Red Faction 2 kam ein Jahr später auf den Markt. Juni 2009 erschien als dritter Teil der Third-Person-Shooter Red Faction: Guerilla. 2011 erschien der letzte Teil der Reihe mit dem Titel Red Faction: Armageddon. Nach der Auflösung von THQ erwarb der schwedische Publisher Nordic Games die Rechte an der Marke.
Die Reihe zeichnet sich insbesondere durch die zerstörbare Umgebung in 3D-Optik aus, was besonders bei Erscheinen des ersten Teils als revolutionär galt. So ist es zum Beispiel möglich, eine Tür entweder mit einem Schlüssel zu öffnen oder die Wand daneben wegzusprengen.

## Red Faction
Der erste Teil der Serie erschien am 22. Mai 2001 in Nordamerika und einen Monat später in Europa für die PlayStation 2. Im September folgte die Veröffentlichung für Windows.
Die Handlung des Spiels findet in der Zukunft auf dem Mars statt. Die Ultor Corporation beutet den Planeten aufgrund von Rohstoffmangels auf der Erde aus. Einige der unter menschenunwürdigen Zuständen lebenden Arbeiter bilden die Widerstandsgruppe „Red Faction“ und setzen sich gegen Ultor zur Wehr. Der Hauptcharakter Parker schließt sich der Red Faction an und so gelingt es schließlich die Ultor Corporation zu besiegen und den Arbeitern eine Rückkehr auf die Erde zu ermöglichen.
Das Spiel wurde insbesondere durch die 3D-Umgebung mit einem bis dahin nicht dagewesenen Grad der Zerstörbarkeit wahrgenommen.

## Red Faction II

### Handlung
Nach dem Zerfall der Ultor Corporation im ersten Teil sind viele der ehemaligen Sklaven zurück auf die Erde geflohen. Doch dort sind die Zustände keineswegs besser: Der Diktator Victor Sopot unterdrückt brutal die Republik des Commonwealth. Mit Hilfe einer vom Mars geraubten Nanotechnologie erschuf er ein Heer von Supersoldaten, die er später jedoch aus Angst, dass sie gegen ihn rebellieren könnten, durch seine Elitesoldaten eliminieren ließ. Nur sechs überlebten und schlossen sich einer Widerstandsbewegung, der bekannten Red Faction an, die es sich zum Ziel gemacht hat, Sopot zu stürzen.
Die Hintergrundgeschichte der Fortsetzung hat mit dem Original nur wenige Zusammenhänge. Der Name der Widerstandsgruppe ist derselbe und auf der offiziellen englischsprachigen Seite findet man ein paar kleine Zusammenhänge.
Zudem gibt es – je nach Karma, das man während des Spiels bekommt – verschiedene Enden.

### Technik
Konnte man im ersten Teil noch den Großteil der virtuellen Umgebung zerstören, so sind die Möglichkeiten hier deutlich beschränkter, die GeoMod-Technik lässt sich nur an einigen dafür vorgesehenen Stellen verwenden. Die taktischen Vorteile, die beim ersten Teil dadurch entstanden, sind hier kaum noch vorhanden.

### Freigabe
Für den deutschen Markt wurde das Spiel vom Hersteller geschnitten und ist nach §14 JuSchG von der USK ab 18 Jahren freigeben.

## Red Faction (N-Gage)
Im Dezember 2003 veröffentlichte THQ Wireless eine Umsetzung des ersten Red-Faction-Spiels für Nokias portable Spielekonsole NGage. Das von Monkeystone Games unter der Leitung von John Romero entwickelte Spiel war der erste Ego-Shooter für diese Plattform. Die 12 Level umfassende Handlung hielt sich weitgehend an die Struktur des Originalspiels, allerdings verzichteten die Entwickler völlig auf die zerstörbare Umgebung. Per Bluetooth-Verbindung konnten zwei Spieler in einem Deathmatch-Modus gegeneinander antreten.
Die Bewertungen des Spieles waren sehr gespalten. GameSpot bemängelte die Steuerung, Animationen und die niedrige Bildwiederholrate. GameSpy.com und IGN lobten das Spiel dagegen als gelungene Umsetzung. Die Webseite Metacritic errechnete eine durchschnittliche Wertung von 55 %.

## Red Faction: Guerrilla
Der dritte Teil der Spielereihe wurde von Volition für die Spielkonsolen Xbox 360, PlayStation 3 und für Windows entwickelt. Für die Konsolen wurde der Titel am 5. Juni 2009 veröffentlicht, die PC-Version erschien am 18. September 2009. Anders als bei den beiden Vorgängertiteln wird in Red Faction: Guerilla die Spielfigur in einer Verfolgerperspektive dargestellt, es handelt sich also um einen Third-Person-Shooter. Die serientypische Zerstörung der Spielwelt spielt wieder eine große Rolle. Die Umgebungen sind frei erkundbar (Open World).
Im Dezember 2014 veröffentlichte Nordic Games Red Faction: Guerilla auf der Internet-Vertriebsplattform Steam für Windows neu. Die „Steam Edition“ unterstützt DirectX 11, erneuert den Multiplayer-Modus und entfernt den Online-Kopierschutz Games for Windows Live, da der Service von Microsoft wenige Monate zuvor eingestellt wurde. Die Neuveröffentlichung ist vollständig an das System Steamworks angepasst und enthält digitale Belohnungen wie Achievements oder Sammelkarten.
Im Juli 2018 brachte THQ Nordic eine technisch verbesserte Neuauflage von Red Faction: Guerilla namens Re-Mars-tered Edition für Xbox One, PlayStation 4 und Windows auf den Markt, welche mit 60 Frames per second und auf den Konsolen Xbox One X in 1800p und auf PlayStation 4 Pro in 1500p lauffähig ist. Die „Re-Mars-tered Edition“ wurde von Kaiko Games entwickelt und erschien in Deutschland ungeschnitten mit der Altersfreigabe ab 18 Jahren.

### Handlung
50 Jahre nach der Rebellion der Red Faction steht der Mars unter der Militärverwaltung der EDF (Earth Defense Force). Ursprünglich von den Arbeitern auf dem Mars zu Hilfe gerufen, um zusammen mit der Rebellengruppe Red Faction gegen die Unterdrückung durch die Ultor Corporation zu kämpfen, unterdrückt nun ihrerseits die EDF die Menschen auf dem roten Planeten. Der Protagonist Alec Mason will als Bergarbeiter ein neues Leben auf dem Mars beginnen. Als aber sein Bruder von der EDF getötet wird, schließt sich Mason der Red Faction an und die Guerilla-Bewegung wird wieder ins Leben gerufen. Der Feind ist diesmal die EDF und es gilt sich seine Freiheit zu erkämpfen.

### Technik
Ähnlich wie im zweiten Teil der Serie ist auch in Red Faction: Guerrilla nur eine bedingte Nutzung der GeoMod-Technik möglich. Eine weitgehende Veränderung der Landschaft ist nahezu unmöglich, lediglich Gebäude und Gegenstände lassen sich zerstören. Im Unterschied zu Red Faction II kann man jedoch das Zerstören von Deckungen oder ganzen Gebäuden taktisch nutzen, um beispielsweise ankommende Feindverbände unter einem Gebäude zu begraben, oder ihnen den Weg abzuschneiden, indem man eine Brücke zerstört.

## Red Faction: Armageddon
Red Faction: Armageddon wurde abermals von Volition entwickelt und im Juni 2011 von THQ in Zusammenarbeit mit dem Fernsehsender Syfy veröffentlicht. Ähnlich wie der Vorgänger Red Faction: Guerrilla ist das Spiel in der Third-Person-Perspektive gehalten, die Open World wurde jedoch auf lineare Spielabschnitte reduziert. Die Handlung spielt im Jahr 2170 auf dem Mars, wo der Protagonist die von der Erde stammenden Kolonisten vor feindlichen marsianischen Kreaturen beschützen muss.
Aufgrund der niedrigen Verkaufszahlen und mäßigen Resonanz auf den vierten Teil beschloss THQ 2011 die Einstellung der Serie.

## Red Faction: Origins
Red Faction: Origins ist ein Fernsehfilm aus dem Jahr 2011, der zwischen den Spielen Red Faction: Guerrilla und Red Faction: Armageddon spielt. 25 Jahre nach den Ereignissen von Red Faction: Guerrilla entdeckt Alec Masons Sohn Jake eine geheime Basis der E.D.F. auf dem Mars und versucht, seine tot-geglaubte Schwester Lyra zu befreien und einen Krieg zu verhindern. Die Hauptrollen in dem Science-Fiction-Film werden von Brian J. Smith, Robert Patrick und Tamzin Merchant gespielt. Die Erstausstrahlung von Red Faction: Origins erfolgte am 4. Juni 2011 auf dem Sender Syfy, zeitnah zur Veröffentlichung des vierten Spiels.

## Hintergrund
- Die Entwicklerfirma Volition ging aus der Firma Parallax Software hervor, die mit der Entwicklung des Raumschiff-Shooters Descent (1995) bekannt wurde. Bevor mit den Arbeiten an Red Faction begonnen wurde, berichtete Volition von Vorbereitungen zu einem vierten Teil der Descent-Serie mit einem Hauptcharakter namens Parker.[9] In der Hintergrundgeschichte von Descent spielt ebenfalls eine mächtige Bergbaugesellschaft (die Post-Terran Mining Corporation) eine wichtige Rolle. Offenbar sind einige Elemente dieses nie fertiggestellten Spiels in Red Faction eingeflossen.

- Der Name der „Ultor Corporation“ geht auf den Beinamen des antiken römischen Kriegsgottes Mars Ultor zurück.

- Das Logo des Spieles, das gleichzeitig das Symbol der Widerstandsgruppe Red Faction ist, zeigt eine erhobene Faust, die einen Bergarbeiter-Pickel umgreift. Das Logo des zweiten Teils zeigt eine ähnlich gestaltete Faust mit zerrissenen Ketten. In Teil drei hat die Faust einen Hammer in der Hand.

- Der Diktator Sopot aus dem zweiten Teil hat äußerliche Ähnlichkeit mit dem Sowjet-Diktator Josef Stalin. Es wird auch oft ein roter Stern als Zeichen Sopots verwendet.

- Nach der Insolvenz und anschließenden Zerschlagung THQs gingen die Rechte an der Serie nach einer Versteigerung am 15. April 2013 zusammen mit 150 anderen Titeln für insgesamt 4,9 Millionen US-Dollar an den schwedischen Publisher Nordic Games.[10] Der bisherige Entwickler der Reihe, Volition, wurde dagegen vom deutschen Publisher Koch Media erworben.[11] THQ Nordic, ehemals Nordic Games, heute Embracer Group, übernahm 2018 wiederum Koch Media.

- Nachdem Red Faction, Red Faction II und Red Faction: Guerilla von der Liste der jugendgefährdenden Medien entfernt wurde, veröffentlichte THQ Nordic am 30. Juni 2017 eine Gesamtausgabe für PC namens „Ze German Ädischn“ in Deutschland, die alle vier Teile ungekürzt enthält.[12]